# Lista över Spaniens statsöverhuvuden
Spanien blev ett enda kungarike först omkring år 1474. Innan dess bestod landet av två riken, Kastilien och Aragonien. Aragonien hade även besittningar i Italien, Sicilien och Sardinien. Områdena enades i en personalunion när deras regenter, drottning Isabella I av Kastilien och kung Ferdinand II av Aragonien gifte sig med varandra, och landet blev sedan en konglomeratstat som successivt utvecklades till en enhetsstat.
Felipe VI är Spaniens kung sedan 19 juni 2014, efter att hans far Juan Carlos I abdikerade.

## Lista över Spaniens statsöverhuvuden

### Monarki (1474-1873)

#### Huset Trastámara(1474–1504)
|  | Ferdinand II av Aragonien (1452-1516) | 1474–1516 |  |
|  | Isabella I av Kastilien (1451-1504)   | 1474–1504 |  |

#### Huset Habsburg(1504–1700)
| Nr | Porträtt | Namn                                               | Monark från        | Monark till       | Gemål                                                                                        | Relation till företrädare                                         | Vapen | Not                                                                          |
| -- | -------- | -------------------------------------------------- | ------------------ | ----------------- | -------------------------------------------------------------------------------------------- | ----------------------------------------------------------------- | ----- | ---------------------------------------------------------------------------- |
|    |          | Johanna den vansinniga (Juana La Loca) (1479-1555) | (26 november 1504) | (12 april 1555)   | Filip I av Kastilien (1478-1506)                                                             | Dotter till Ferdinand II av Aragonien och Isabella I av Kastilien |       | Titulärdrottning under större delen av tiden som monark                      |
|    |          | Filip I av Kastilien (Felipe I) (1478-1506)        | 27 juni 1506       | 25 september 1506 | Johanna den vansinniga (1479-1555)                                                           | Make                                                              |       | Kung i Aragonien enligt jure uxoris, men i praktiken även där regerande kung |
| 1  |          | Karl I (Carlos I) (1500-1558)                      | 23 januari 1516    | 16 januari 1556   | Isabella av Portugal (1503-1539)                                                             | Son till de föregående                                            |       | Tysk-romersk kejsare & romersk kung 1519-1556, under namnet Karl V           |
| 2  |          | Filip II (Felipe II) (1527-1598)                   | 16 januari 1556    | 13 september 1598 | Maria I av England (1516-1558) Elisabeth av Valois (1545-1568) Anna av Österrike (1549-1580) | Son till Karl I                                                   |       | Även Portugals kung 1580-1598, under namnet Filip I                          |
| 3  |          | Filip III (Felipe III) (1578-1621)                 | 13 september 1598  | 31 mars 1621      | Margareta av Österrike (1584–1611)                                                           | Son till Filip II                                                 |       | Även Portugals kung 1598-1621, under namnet Filip II                         |
| 4  |          | Filip IV (Felipe IV) (1605-1655)                   | 31 mars 1621       | 17 september 1665 | Elisabet av Frankrike (1602–1644) Maria Anna av Österrike (1634–1696)                        | Son till Filip III                                                |       | Även Portugals kung 1621-1640, under namnet Filip III                        |
| 5  |          | Karl II (Carlos II) (1661-1700)                    | 17 september 1665  | 1 november 1700   | Marie Louise av Orleans (1662-1689) Maria Anna av Neuburg (1667-1740)                        | Son till Filip IV                                                 |       | Dennes död och avsaknad av tronarvinge utlöste Spanska tronföljdskriget      |

#### Huset Bourbon(1701–1808)

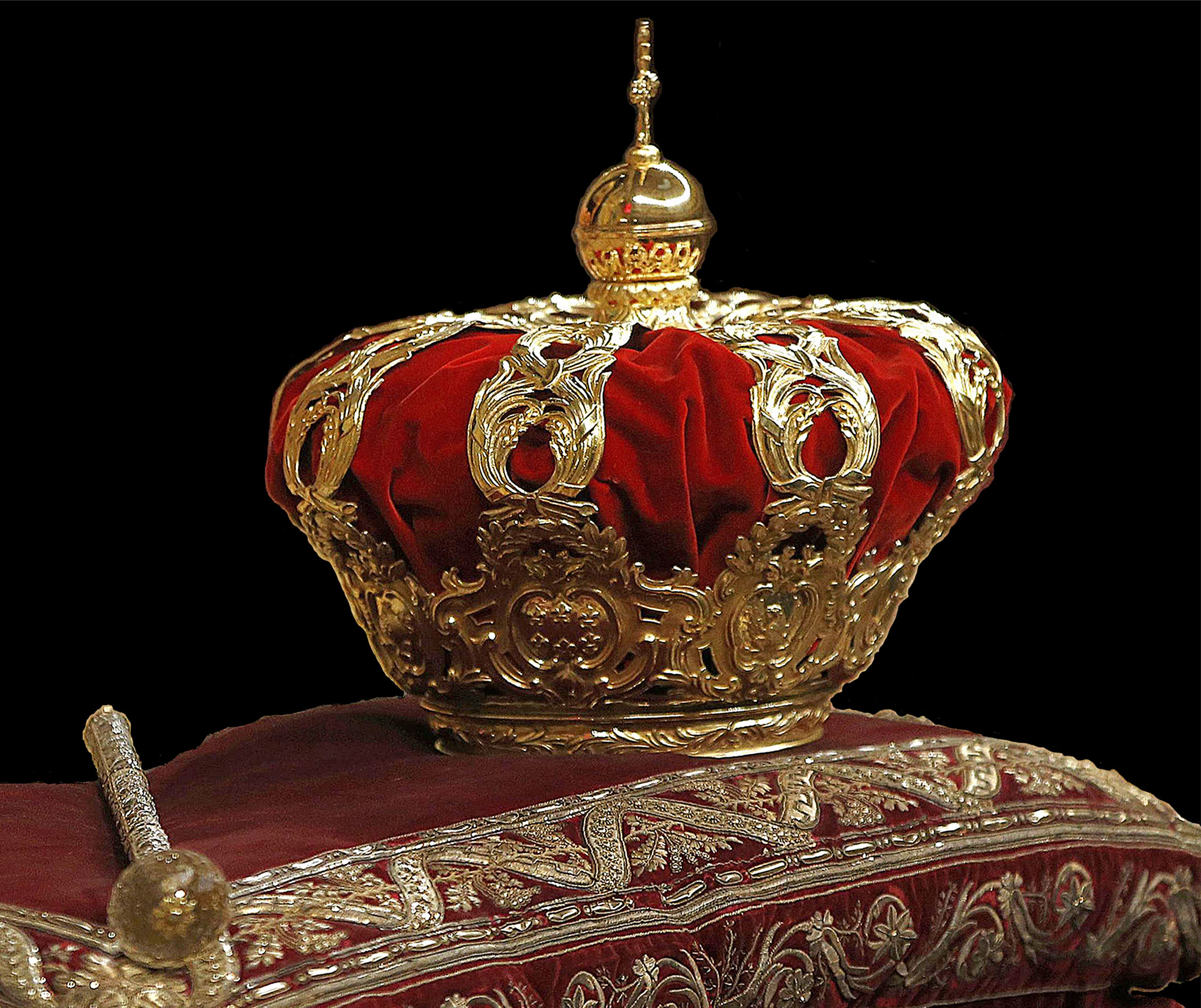
Den spanska kungakronan.

| Nr | Porträtt | Namn                                          | Monark från      | Monark till      | Gemål                                                            | Relation till företrädare       | Vapen | Not                                                             |
| -- | -------- | --------------------------------------------- | ---------------- | ---------------- | ---------------------------------------------------------------- | ------------------------------- | ----- | --------------------------------------------------------------- |
| 6  |          | Kung Filip V (Felipe V) (1683-1746)           | 1 november 1700  | 15 januari 1724  | Maria Lovisa av Savojen (1688-1714) Elisabet Farnese (1692-1766) |                                 |       | [ 7 ]                                                           |
| 7  |          | Kung Ludvig I (Luis I) (1707-1724)            | 15 januari 1724  | 31 augusti 1724  | Lovisa Elisabet av Orléans (1709-1742)                           | Äldste son till Filip V         |       |                                                                 |
| 8  |          | Kung Filip V (Felipe V) (1683-1746)           | 6 september 1724 | 9 juli 1746      | Maria Lovisa av Savojen (1688-1714) Elisabet Farnese (1692-1766) | Återtog tronen efter sonens död |       | [ 7 ]                                                           |
| 9  |          | Kung Ferdinand VI (Fernando VI) (1713-1759)   | 9 juli 1746      | 10 augusti 1759  | Barbara av Portugal (1711-1758)                                  | Tredje son till Filip V         |       | [ 8 ]                                                           |
| 10 |          | Kung Karl III (Carlos III) (1716-1788)        | 10 augusti 1759  | 14 november 1788 | Maria Amalia av Sachsen (1724-1760)                              | Fjärde son till Filip V         |       | Hertig av Parma 1731-1735 Kung av Neapel och Sicilien 1734-1759 |
| 11 |          | Kung Karl IV (Carlos IV) (1748-1819)          | 14 december 1788 | 19 mars 1808     | Maria Lovisa av Parma (1751-1819)                                | Son till Karl III               |       | [ 10 ]                                                          |
| 12 |          | Kung Ferdinand VII (Fernando VII) (1784-1833) | 19 mars 1808     | 6 maj 1808       | Änkeman                                                          | Son till Karl IV                |       | [ 11 ]                                                          |

#### Huset Bonaparte(1808–1814)
| Nr | Porträtt | Namn                              | Monark från | Monark till      | Gemål                   | Relation till företrädare | Vapen | Not                                                         |
| -- | -------- | --------------------------------- | ----------- | ---------------- | ----------------------- | ------------------------- | ----- | ----------------------------------------------------------- |
| 13 |          | Kung Josef I (José I) (1768-1844) | 6 juni 1808 | 11 december 1814 | Julie Clary (1771-1845) | –                         |       | Installerades som spansk kung av Napoleon, bror till denne. |

#### Huset Bourbon(1814–1868)
| Nr | Porträtt | Namn                                          | Monark från       | Monark till                          | Gemål | Relation till företrädare | Vapen | Not    |
| -- | -------- | --------------------------------------------- | ----------------- | ------------------------------------ | --- | ------------------------- | ----- | ------ |
| 12 |          | Kung Ferdinand VII (Fernando VII) (1784-1833) | 11 december 1813  | 29 september 1833                    | Maria Isabella av Portugal (1797-1818) Maria Josefa av Sachsen (1803-1829) Maria Kristina av Bägge Sicilierna (1806-1878) | Son till Karl IV          |       | [ 11 ] |
| 14 |          | Drottning Isabella II (Isabel II) (1830-1904) | 29 september 1833 | 30 september 1868 (förklarad avsatt) | Frans av Assisi (1822-1902)                                                                                               | Dotter till Ferdinand VII |       | [ 13 ] |

Den 29 september 1868 flydde Isabella II till Frankrike och förklarades av Cortes Generales avsatt dagen därpå. I juni 1870 avstod sin anspråk på tronen till förmån för sonen.

#### Huset Savojen(1870–1873)
Efter den spanska revolutionen avsattes Isabella II och den nya Cortes bestämde att återinsätta monarkin under en ny dynasti.
| Nr | Porträtt | Namn                                  | Monark från      | Monark till      | Gemål                                              | Relation till företrädare | Vapen | Not    |
| -- | -------- | ------------------------------------- | ---------------- | ---------------- | -------------------------------------------------- | ------------------------- | ----- | ------ |
| 15 |          | Kung Amadeus I (Amedeo I) (1845-1890) | 16 november 1870 | 11 februari 1873 | Maria Victoria al Pozzo della Cisterna (1847-1876) |                           |       | [ 14 ] |

### Första republiken(1873–1874)

Spaniens flagga under första republiken.

|  | Estanislao Figueras (1819-1882)                                     | 12 februari 1873 | 11 juni 1873     |  | [ 15 ] |
|  | Francisco Pi y Margall (1824-1901)                                  | 11 juni 1873     | 18 juli 1873     |  | [ 16 ] |
|  | Nicolás Salmerón (1838-1908)                                        | 18 juli 1873     | 7 september 1873 |  | [ 17 ] |
|  | Emilio Castelar (1832-1899)                                         | 7 september 1873 | 3 januari 1874   |  |        |
|  | Grand Francisco Serrano y Domínguez, hertig av La Torre (1810-1885) | 4 januari 1874   | 29 december 1874 |  | [ 18 ] |

### Monarki (1874-1931)

#### Huset Bourbon(1874–1931)
| Nr | Porträtt | Namn                                        | Monark från      | Monark till      | Gemål                                                                                | Relation till företrädare                                                                               | Vapen | Not    |
| -- | -------- | ------------------------------------------- | ---------------- | ---------------- | ------------------------------------------------------------------------------------ | --- | ----- | ------ |
| 16 |          | Kung Alfons XII (Alfonso XII) (1857-1885)   | 29 december 1874 | 25 november 1885 | María de las Mercedes av Orleans (1860-1878) Maria Kristina av Österrike (1858-1929) | Son till Isabella II                                                                                    |       | [ 19 ] |
| 17 |          | Kung Alfons XIII (Alfonso XIII) (1886-1941) | 17 maj 1886      | 14 april 1931    | Victoria Eugenia av Battenberg (1887-1969)                                           | Postumt född son till Alfons XII Utropad till kung vid födseln Gick i exil 1931 utan formell abdikation |       | [ 20 ] |

### Andra republiken(1931–1936)

Spaniens flagga mellan 1931 och 1939 under den andra republiken.

|  | Niceto Alcalá-Zamora (1877-1949) | 11 december 1931 | 7 april 1936 |                                                      |
|  | Diego Martínez Barrio            | 8 april 1936     | 11 maj 1936  | (interim)                                            |
|  | Manuel Azaña (1880-1940)         | 11 maj 1936      | 1 mars 1939  |                                                      |
|  | Diego Martínez Barrio            | 1 mars 1939      | 4 mars 1939  | (interim)                                            |
|  | Segismundo Casado López          | 4 mars           | 13 mars 1939 | (interim; president av det nationella försvarsrådet) |
|  | José Miaja Menant                | 13 mars 1939     | 25 mars 1939 | (president av det nationella försvarsrådet)          |

### Monarki (1947-)

#### Francos statschefskap (Jefatura del Estado)(1936–1975)

Spaniens flagga under Francotiden (1945-1977).

Den 1 oktober 1936 utropades General Francisco Franco till statschef av delar av Spanien som var under kontroll av Nationalistiska styrkor efter att det Spanska inbördeskriget brutit ut. Efter slutet av kriget den 1 april 1939 tog Franco kontroll över hela Spanien som dess Caudillo. 1947 förkunnade Franco återinförandet av den spanska monarkin, men tillät inte tronpretendenten Juan, greve av Barcelona överta tronen, utan styrde själv som landets riksföreståndare under återstoden av sitt liv "med Guds nåde". 1969 utnämnde Franco infant Juan Carlos, sonson till framlidne Alfonso XIII och son till Juan, greve av Barcelona, till att efterträda Franco efter dennes död, som Spaniens kung.
| Porträtt | Namn                                        | Statschef från | Statschef till   | Vapen | Politiskt parti  | Not |
| -------- | ------------------------------------------- | -------------- | ---------------- | ----- | ---------------- | --- |
|          | Generalissimus Francisco Franco (1892-1975) | 1 oktober 1936 | 20 november 1975 |       | Falangistpartiet |     |

Efter Francos död 1975 efterträdde Juan Carlos honom som Kung av Spanien.

#### Huset Bourbon(1975-idag)
Efter att Francisco Franco avled år 1975 blev, enligt vad Franco 1969 förordnat, Juan Carlos I utsedd till Spaniens kung. Då inleddes Spaniens återgång till demokrati.
| Nr | Porträtt | Namn                       | Monark från      | Monark till  | Gemål                            | Relation till företrädare | Vapen | Not    |
| -- | -------- | -------------------------- | ---------------- | ------------ | -------------------------------- | --- | ----- | ------ |
| 18 |          | Kung Juan Carlos I (1938-) | 22 november 1975 | 18 juni 2014 | Sofia av Grekland (1938-)        | Barnbarn till Alfonso XIII genom hans tredje son, Juan. Utnämndes av Franco som sin efterträdare som statschef. Abdikerade 2014 till förmån för sin son. |       | [ 21 ] |
| 19 |          | Kung Felipe VI (1968-)     | 19 juni 2014     | sittande     | Letizia Ortiz Rocasolano (1972-) | Son till Juan Carlos I |       |        |